# Pogrom

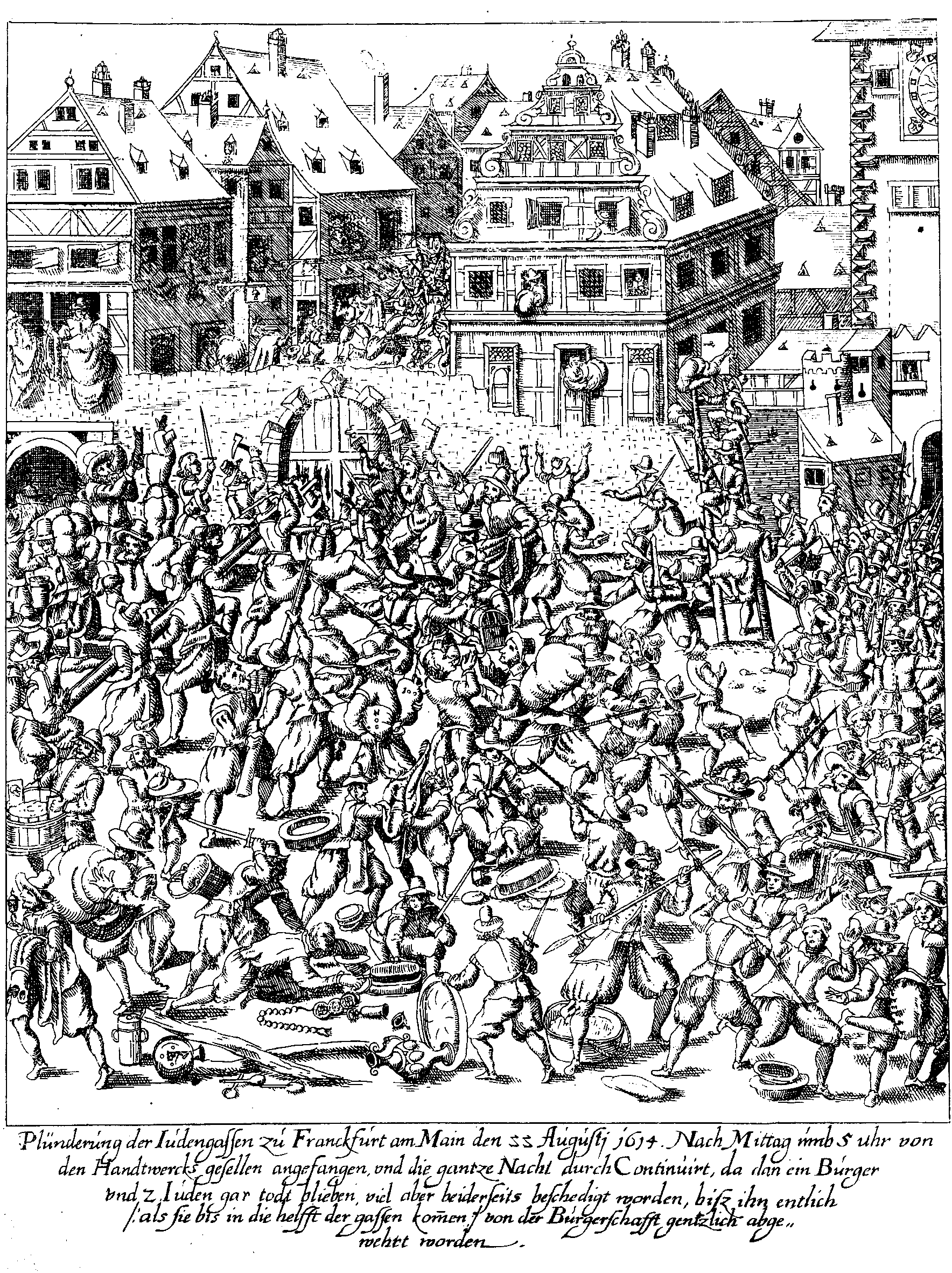
Il saccheggio del Judengasse (ghetto) a Francoforte sul Meno, il 22 agosto 1614

I pogrom sono sommosse popolari verso minoranze religiose avvenute nel corso della storia.
Il termine deriva dalla lingua russa погром (/pɐˈɡrom/, "devastazione", "rivolta"); originariamente indicava gli attacchi di matrice antisemita, operati, spesso con l'appoggio delle autorità, nei confronti della minoranza ebraica, e i conseguenti massacri e saccheggi, durante il "periodo caldo" nella cosiddetta "zona di residenza" in Russia, nel quarantennio compreso tra il 1881 e il 1921.

## Storia

### Antichità
Il primo massacro definibile come pogrom è avvenuto ad Alessandria nell'anno 38 d.C.: Filone di Alessandria racconta degli assalti della popolazione romana a quella ebraica, in conflitto perché quest'ultima rifiutava di applicare una legge imperiale che imponeva la presenza di una statua di Caligola nei luoghi di culto.

### Medioevo ed età moderna
I principali pogrom prima della rivoluzione francese furono:
| Nome                                      | Data                                   | Luogo               | Conseguenze |
| ----------------------------------------- | -------------------------------------- | ------------------- | --- |
| Massacro di Granada                       | 1066                                   | Granada             | 1 500 famiglie ebree e oltre 4 000 persone sterminate. Migrazioni di massa della popolazione ebraica da Al-Andalus e territori circostanti. |
| Pogrom durante la prima crociata          | 1096                                   | Valle del Reno      | Circa 12 000 morti |
| Incoronazione di Riccardo I d'Inghilterra | da settembre del 1189 a marzo del 1190 | Inghilterra         | Circa 150 morti nel solo Castello di York                                                                                                   |
| Massacri di Rintfleisch                   | 1298                                   | Germania            | Circa 20 000 morti |
| Persecuzioni in Spagna e Francia          | 1320                                   | Spagna              | Distrutte 120 comunità |
| Pogrom durante la peste nera              | 1348-1351                              | Francia e Germania  | Distrutte 50 comunità grandi e 150 piccole                                                                                                  |
| Persecuzioni in Spagna                    | 1391                                   | Spagna              | Circa 4 000 morti |
| Rivolta del 4 giugno 1391 a Siviglia      | 1391                                   | Castiglia e Aragona | 4 000 morti. Parte degli ebrei spagnoli fu convertita o si trasferì in Portogallo, Algeria e Marocco.                                       |
| Massacro di Lisbona o Massacro di Pasqua  | 1506                                   | Lisbona             | Oltre 1 900 morti, con gravi danni a tutta la comunità ebraica locale                                                                       |
| Rivolta di Chmel'nyc'kyj                  | 1648                                   | Polonia e Ucraina   | Oltre 100 000 morti, bruciato e distrutto un terzo delle comunità ebraiche dei due paesi                                                    |

### Dal XIX secolo
Dopo numerosi episodi avvenuti nel corso del Medioevo e i massacri perpetrati da Bohdan Chmel'nyc'kyj nel corso del Seicento, i primi pogrom dell'età post-illuminista avvengono nel corso dell'Ottocento.

### In Europa
Diverse sommosse antiebraiche scoppiarono in Germania negli anni 1830, 1834, 1844 e 1848. Nel 1882, a causa dell'accusa del sangue ci fu un'ondata di pogrom in Ungheria.
Nella seconda metà del XIX e all'inizio del XX secolo nel principato di Valacchia e poi nel Regno di Romania ebbero un significativo aumento e raggiungendo il suo apice il 6-7 aprile 1903 a Chișinău, dove 43 persone morirono, di cui 39 ebree, 586 ferite, mentre furono distrutte più di 1 500 case (più di un terzo di tutte le case di Chișinău).
Nel 1918 le truppe polacche fecero un pogrom a Leopoli, nel 1919 a Vilnius. La caduta della Repubblica Sovietica Ungherese è stata accompagnata da numerose stragi.
Nell'agosto del 1919 partendo da Wartburg i pogrom investirono tutta la Germania e tracimarono in Danimarca, Cecoslovacchia, Austria, Polonia a esclusione della Prussia. I pogrom si limitarono a saccheggi ed a distruzione di sinagoghe: ci furono pochi spargimenti di sangue. Dopo i pogrom ci fu un'ondata migratoria di ebrei verso gli Stati uniti d'America e verso la Francia. Nel 1927 si verificano pogrom in Transilvania.
Durante le prime tre settimane della seconda guerra mondiale furono 250 000 gli ebrei vittime di pogrom scatenati dai cittadini polacchi approfittando del caos generale durante l'invasione tedesca. Seguirono il pogrom di Iași, il pogrom di Jedwabne e il pogrom di Leopoli. Tra il 1933 e il 1945, nei territori sotto il loro controllo, i nazisti e i loro alleati, persecuzioni e pogrom ebbero carattere massiccio (es. il massacro di Ponary, l'operazione Erntefest).
Nel 1947, dopo l'uccisione da parte dell'organizzazione militare sionista Irgun di due sergenti britannici in Palestina, vi furono pogrom contro gli ebrei nel Regno Unito.

#### In Ucraina, Russia e nei territori sotto l'influenza russa
Sebbene vi fossero, da tempo, ebrei nell'antica Rus', fino alla seconda metà del Settecento il loro numero era assai ridotto. La maggior parte degli ebrei si trovava sul territorio dell'Impero russo in seguito alle spartizioni della Polonia. Nelle zone di grande percentuale di popolazione ebraica venne creata la Zona di residenza, al di fuori della quale gli ebrei avevano il divieto di risiedere. Su questo territorio dal 1821 al 1921 avvennero pogrom.
Si distinguono in particolare quattro ondate: 1821-1871, 1881-1884 dopo la morte di Aleksandr II, durante la Rivoluzione del 1905-1907 e durante la guerra civile russa.
I primi pogrom di Odessa (1821, 1859, 1871) e di Belgorod Dnestrovskij (1862) furono condotti perlopiù da greci per questioni di concorrenza commerciale e voci circa la partecipazione di ebrei all'omicidio a Costantinopoli del patriarca ortodosso greco Gregorio.
Dopo l'omicidio di Alessandro II da parte dei rivoltosi appartenenti alla Narodnaja volja il 13 marzo 1881 nella regione meridionale dell'Impero russo si diffuse una grande ondata di pogrom. I pogrom continuarono anche negli anni 1890.
Durante la rivoluzione del 1905-1907 in Russia di nuovo ci fu una forte ondata di pogrom, di cui i più violenti furono a Odessa e a Rostov. Nell'ottobre 1905 avvennero 690 pogrom in 102 centri abitati. Le vittime erano di varia provenienza etnica, ma perlopiù ebrei. Nei massacri di ottobre 1905 furono uccisi oltre 800 ebrei (senza contare le vittime successive per le conseguenze dei pogrom); i danni materiali si possono valutare in oltre 70 milioni di rubli. A Odessa morirono oltre 400 ebrei, a Rostov oltre 150, decine morirono in altre città. Una serie di pogrom è avvenuta anche nel 1906, nel 1907 si attenuarono.
Le stragi più massicce della storia della Russia avvennero durante la guerra civile russa. I pogrom in questo periodo erano stati fatti dai nazionalisti ucraini, da formazioni di "verdi" e dell'Armata Bianca (guardie bianche e da reparti dell'Armata Rossa). Secondo le fonti avvennero da 887 a 1 500 pogrom. Morirono tra i 50 000 e i 200 000 ebrei. Circa 200 000 furono feriti e mutilati. Migliaia di donne furono violentate. Circa 50 000 donne rimasero vedove, circa 300 000 bambini rimasero orfani.
Con il fallimento della Prima rivoluzione russa (1905), circa seicento fra villaggi e città furono al centro di pogrom; un massacro ai danni della popolazione ebraica era già avvenuto nel 1903 a Kišinev (oggi Chișinău, in Moldavia). Sebbene tali «spedizioni punitive» fossero accreditate come reazioni spontanee della popolazione verso gli usi religiosi ebraici, si sa che esse erano sfruttate se non promosse dal governo per convogliare verso l'intolleranza religiosa e l'odio etnico la protesta di contadini e lavoratori salariati sottoposti a dure condizioni di vita.
Anche nella guerra civile russa susseguente alla Rivoluzione bolscevica del 1917 furono attuati in Ucraina dai capi delle Armate bianche numerosi pogrom che causarono centinaia di migliaia di vittime.
Con l'invasione tedesca dell'Unione Sovietica nel 1941, si scatenarono numerosi pogrom nei confronti della popolazione ebraica sotto la falsa accusa che "gli ebrei" appoggiassero il regime comunista. Particolarmente efferati furono i pogrom che si scatenarono nei territori della Transnistria e nella regione di Odessa, occupate dalle truppe tedesche e rumene (massacro d'Odessa).
Numerosi furono anche i pogrom successivi alla seconda guerra mondiale ai danni dei sopravvissuti della Shoah, l'episodio più noto è il pogrom di Kielce il 4 luglio 1946, legato all'accusa del sangue della propaganda antisemita, durante il quale sono stati uccisi 47 ebrei e feriti circa 50. Il pogrom di Kielce ha causato la migrazione di massa degli ebrei dalla Polonia.

### Nei paesi arabi e musulmani
Fino all'Ottocento avvennero alcuni pogrom in Marocco negli anni 1790-92. Nel 1805 e nella seconda metà dell'Ottocento ad Algeri avvennero disordini antisemiti che a volte assunsero l'aspetto di pogrom. Nel 1806 durante la guerra russo-turca, diversi ebrei furono uccisi dai soldati romeni e dai soldati turchi.
Dopo il trattato di Damasco del 1840 un'ondata di pogrom investì tutto il Vicino Oriente e il Nordafrica: Aleppo (1850, 1875), Damasco (1840, 1848, 1890), Beirut (1862, 1874), Deyr el-Qamar (1847), Gerusalemme (1847), Il Cairo (1844, 1890, 1901-02), Mansura (1877), Alessandria (1870, 1882, 1901-07), Porto Said (1903, 1908), Damanhur (1871, 1873, 1877, 1891), Istanbul (1870, 1874), Büyükdere (1864), Kuzgungiuk (1866), Eyüp (1868), Edirne (1872), Smirne (1872, 1874). Questi sono solo i casi più noti.
La rivolta dei greci contro l'Impero ottomano nel 1821 fu accompagnata in Grecia e Romania da massicci pogrom. Una nuova serie di pogrom si ebbe nel 1945 (a Tripoli, a Il Cairo e una serie di altri). Il riconoscimento di Israele nel 1947 provocò una nuova ondata di pogrom (ad Aleppo, Aden, ecc.). Di conseguenza si ebbe un esodo di massa degli ebrei dai Paesi islamici che ha portato alla scomparsa completa delle comunità ebraiche del Nordafrica e del Vicino Oriente.

### Pogrom antiebraico e anticatalano in Argentina
Nel 1919 ci fu un pogrom durante la Settimana tragica argentina, ma ebbe un elemento in più, poiché ebrei e catalani furono chiamati a essere attaccati indiscriminatamente. I motivi non sono chiari, soprattutto considerando che, nel caso di Buenos Aires, la colonia catalana, stabilitasi principalmente nel quartiere di Montserrat, proveniva dalla fondazione stessa della città. Potrebbe indicare l'influenza del nazionalismo spagnolo, che a quel tempo qualificava i catalani come di etnia semitica.

### Negli Stati Uniti d'America
A New York nel periodo 1960-80 hanno avuto luogo attacchi di elementi radicali della popolazione nera contro gli ebrei; nel mese di agosto 1991 disordini neri nel quartiere di Crown Heights hanno preso la forma di pogrom.